# مرزوق تمبكتي
مرزوق تمبكتي (مواليد 11 فبراير 2003) هو لاعب كرة قدم سعودي يلعب حاليًا في نادي الرياض.

## مسيرة اللاعب
بدأ في الفئات السنية في نادي الوحدة و انظم لفريق شباب نادي النصر في عام 2022 وانتقل إلى نادي الرياض في عام 2024.